# Copelatus elutus
Copelatus elutus är en skalbaggsart som beskrevs av Guignot 1958. Copelatus elutus ingår i släktet Copelatus och familjen dykare. Inga underarter finns listade i Catalogue of Life.